# Digitale kløft
Den digitale kløft er en kløft mellem dem, der har adgang til digitale teknologier, og dem, der ikke har. Teknologierne omfatter, men er ikke begrænset til, smartphones, computere og internettet. I informationsalderen, hvor informations- og kommunikationsteknologier (IKT) har overhalet produktionsteknologier som grundlaget for verdensøkonomier og social sammenhæng, har mennesker uden adgang til internettet og andre teknologier en socioøkonomisk ulempe, fordi de er ude af stand til eller mindre i stand til at finde og søge job, købe og sælge online, deltage demokratisk eller udforske og lære.
Den amerikanske Federal Communication Commissions (FCC) 2019 rapport om udrulning af bredbånd indikerede, at 21,3 millioner amerikanere ikke har adgang til kablet eller trådløst bredbåndsinternet. I 2020 anslog BroadbandNow, en uafhængig forskningsvirksomhed, der forsker i adgang til internetteknologier, at det faktiske antal amerikanere uden højhastighedsinternet er det dobbelte. Ifølge en Pew Research Center-rapport fra 2021 er smartphone-ejerskab og internetbrug steget for alle amerikanere, men der eksisterer stadig en betydelig forskel mellem dem med lavere indkomster og dem med højere indkomster: I amerikanske husstande, der tjener 100.000 amerikanske dollar eller mere, er det dobbelt så sandsynligt, at de ejer flere enheder og har internet i hjemmet, som dem, der tjener 30.000 amerikanske dollar eller mere, og tre gange så sandsynligt som dem, der tjener mindre end 30.000 amerikanske dollars om året. Den samme forskning viste, at 13 procent af hustandene med de laveste indkomster ikke havde adgang til internet eller digitale enheder derhjemme sammenlignet med kun 1 procent af husstandene med de højeste indkomster.
Siden 1990'erne er globale bevægelser, herunder en række mellemstatslige topmøder, blevet gennemført for at lukke den digitale kløft. Siden da har denne bevægelse formuleret løsninger inden for offentlig politik, teknologidesign, økonomi og ledelse, der vil give alle tilsluttede borgere mulighed for at drage lige store fordele, efterhånden som en global digital økonomi breder sig til de fjerne hjørner af verdens befolkning. Selvom det oprindeligt blev opfundet til blot at henvise til spørgsmålet om adgang — hvem der er og ikke er forbundet til internettet — har udtrykket digital kløft udviklet sig til at fokusere på opdelingen mellem dem, der nyder godt af informations- og kommunikationsteknologier, og dem, der ikke gør. Målet om at "bygge bro over den digitale kløft" henviser således nu til bestræbelser på at give meningsfuld adgang til internetinfrastrukturer, applikationer og tjenester. Spørgsmålet om at lukke den digitale kløft omfatter i dag spørgsmålet om, hvordan nye teknologier såsom kunstig intelligens (såkaldt kunstig intelligens til udvikling eller AI4D), robotteknologi og tingenes internet (IoT) kan gavne samfund. Efterhånden som det er blevet klart, at internettet kan såvel skade som hjælpe borgere, har fokus på at lukke den digitale kløft handlet om, hvordan man genererer "nettofordel" (optimal hjælp med minimal skade) som følge af virkningen af en udbredelse af digital økonomi.